# Piezasteria sternalis
Piezasteria sternalis är en skalbaggsart som beskrevs av Martins 1976. Piezasteria sternalis ingår i släktet Piezasteria och familjen långhorningar. Inga underarter finns listade i Catalogue of Life.